# Villa Louis Link

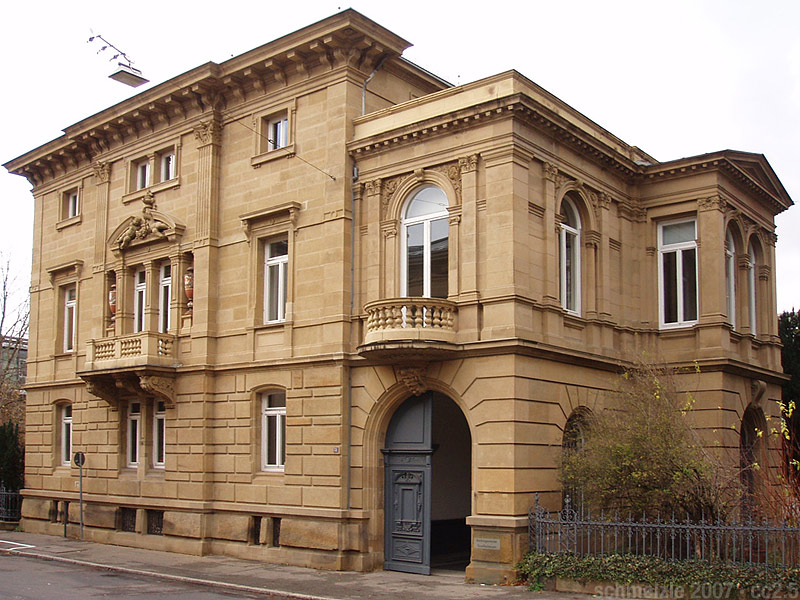
Villa Link, Straßenfassade

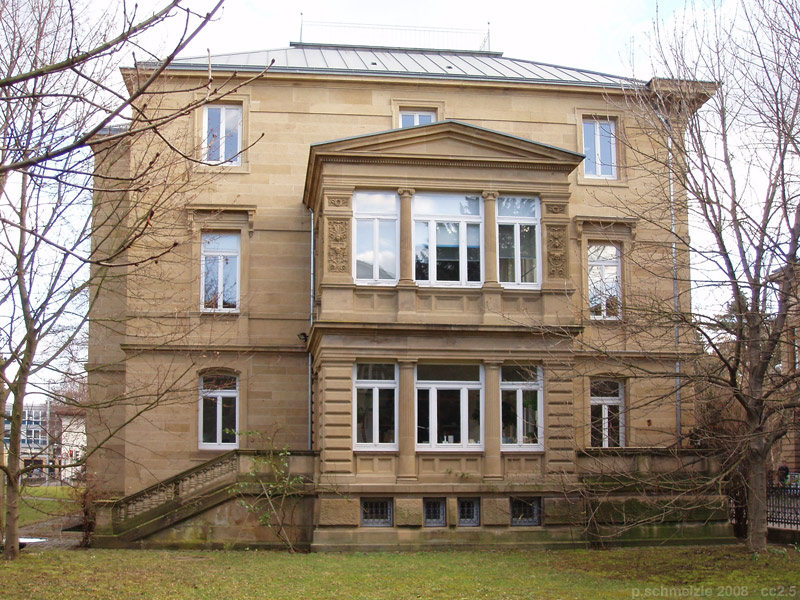
Villa Link, Seitenansicht

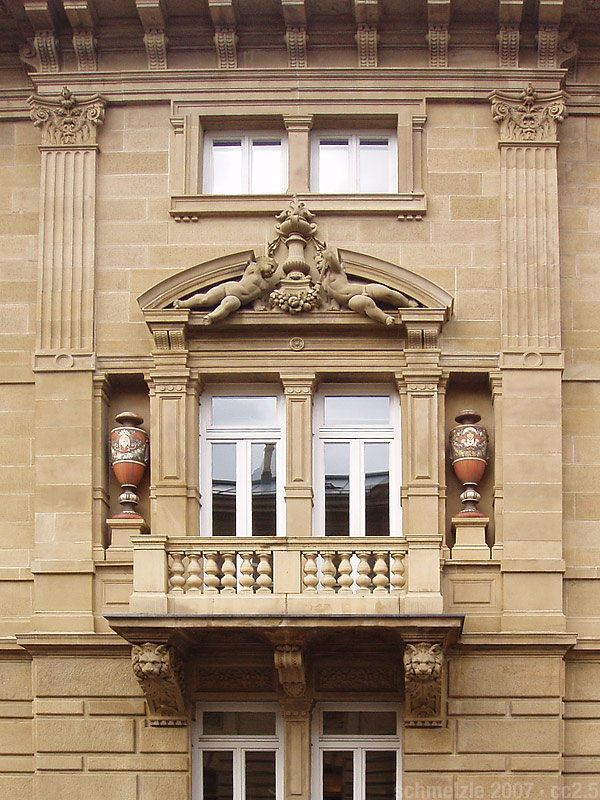
Villa Link, Fassadendetail

Die Villa Link ist eine unter Denkmalschutz stehende Villa in Heilbronn, Cäcilienstraße 51.

## Geschichte
Das Gebäude wurde 1871 durch den Werkmeister C. Beltz als herrschaftliches Mehrfamilienwohnhaus erbaut. 1881 wurde es durch Ludwig Eisenlohr und Carl Weigle für den Heilbronner Unternehmer Louis Link (1827–1889) und seine Frau Pauline Link geb. Münzing zum repräsentativen Wohnhaus im Stil der Neorenaissance umgebaut. Nach Links Tod bewohnten es ab 1889 Links Tochter Johanna (1870–1947) und ihr Mann, der Silberwarenfabrikant und Politiker Peter Bruckmann (1865–1937).
1950 befand sich das Haus im Besitz der Erben von Peter und Johanna Bruckmann. Im Haus untergebracht war das Bezirksnotariat Heilbronn, das Räume im Erdgeschoss und im ersten Obergeschoss nutzte. Im zweiten Obergeschoss waren drei Wohnungen vermietet. Im zugehörigen Bauteil Cäcilienstraße 51/1 waren ein Büro an den Kreisverein des Württembergischen Roten Kreuzes und eine weitere Wohnung vermietet. 1961 hatte die Stadt Heilbronn das Gebäude erworben, das nun bis auf eine Hausmeisterwohnung komplett vom Bezirksnotariat genutzt wurde. Heute befinden sich das städtische Grünflächenamt und der Dienstsitz des Heilbronner Baubürgermeisters (Bau-Dezernent) in dem Gebäude.

## Beschreibung
Im Denkmaltopographie-Band zum Stadtkreis Heilbronn wird die Villa wie folgt beschrieben:

„Dreigeschossiger Werksteinbau der italienischen Renaissance: Aufwertung der Straßenfassade mit reicher bauplastischer Dekoration des Mittelrisalits sowie durch seitlich angefügte Annexbauten (Hofdurchfahrt balkonbekrönt mit dem Charakter eines Gartenpavillons, an der Westseite anspruchsvolldekorierte zweigeschossige Veranda). Dekorreiche Tore und Türen und die Deckenverkleidung im Innern vervollständigen das urspr. Erscheinungsbild einer noblen Villa. Reste des Gartens und der eisernen Umzäunung original überliefert.“